# Hwayang-dong
Hwayang-dong (koreanska: 화양동)  är en stadsdel i Sydkoreas huvudstad Seoul. Den ligger i stadsdistriktet Gwangjin-gu.